# Motel (banda)
Motel es un grupo de música de Rock mexicano creado en el año 2003.

## Historia
La banda tuvo sus inicios en la Ciudad de México a principios del 2003, cuando dos de sus integrantes se juntan para componer canciones sin mayor pretensión o expectativa que el divertirse y hacer buena música.
Estos dos integrantes son: Guillermo "Billy" Méndez (compositor y músico), quien a muy temprana edad tuvo contacto con todo tipo de influencias e instrumentos; hasta que en la guitarra encontró su instrumento ideal; y Rodrigo Dávila Chapoy (cantante, compositor y músico), quien desde su niñez formó parte de varias bandas experimentales. Rodrigo estudió composición clásica, guitarra clásica y music synthesis en escuelas como el IAA de California, el CIEM de la Ciudad de México y en Berklee College of Music de Boston, MA.
Así pues, Billy y Rodrigo juntos, comienzan esta nueva aventura, componiendo de manera ocasional en los salones de ensayo y en los estudios caseros. Y no es sino hasta que a raíz de que ambos jóvenes tienen un entendimiento y química perfecta durante el proceso antes mencionado; que deciden continuar trabajando por varios meses, enfocándose principalmente en la composición y en la preparación de las bases del proyecto MOTEL.
Desde entonces, deciden tocar como dúo en distintos bares de la Ciudad de México, hasta que un día se dan cuenta de que justo este era el momento de llevar al proyecto MOTEL, a un siguiente plano y nivel musical; justamente ahí es cuando optan por invitar a Pepe Damián y Rubén Puente a formar parte del proyecto MOTEL.
Pepe (baterista), también de familia de músicos, desde los 9 años demuestra una habilidad natural en la batería, lo cual hace posible que sus estudios profesionales de música los hiciera en la ciudad de Arizona Western Collage en EUA. Desde entonces Pepe ha tenido una carrera admirable como baterista (tanto en vivo como músico de estudio), formando parte durante muchos años en la banda base de Benny Ibarra y participando en el estudio con reconocidos productores, tales como: Sabo Romo y Áureo Baqueiro.
Rubén (bajista) desde muy pequeño demuestra un interés genuino por el bajo y sus habilidades como músico lo llevan a formar parte de varias bandas, destacando su participación por muchos años en la banda base de Benny Ibarra. Rubén es hoy un bajista destacado en México y cuenta con una gran experiencia en el escenario y en el estudio. 
Pepe y Rubén llegan a MOTEL a finales del año 2003, justo para terminar de dar forma a lo que Rodrigo y Billy ya habían comenzado. Así los cuatro juntos, comienzan a aportar su talento y experiencia, creando una banda llena de energía y vitalidad, con un sonido fresco e innovador que no le tiene miedo a ser sencillo ni arriesgado.
El álbum debut de MOTEL para la transnacional Warner Music Group México fue producido por Áureo Baqueiro y coproducido por Jay de la Cueva e incluye 11 temas, todos de la autoría de MOTEL. La mezcla estuvo a cargo de Chuy Flores (Jumbo) y Marco Moreno. De este disco se desprende el primer sencillo promocional “Dime ven”, cuyo vídeo fue dirigido y realizado por Álex Romero “Chicle” y Rodrigo Guardiola (Zoé) durante el mes de noviembre de 2005. Dicho vídeo fue estrenado en el canal de videos MTV el día 12 de diciembre.
Su segundo álbum "17", mismo que se lanzó en noviembre de 2007, contiene 12 canciones inéditas de la banda e incluyen nuevos sonidos y nuevas mezclas para darle un nuevo tono a su material.
El primer sencillo "Y te vas" es muestra de la evidente evolución de la banda, y se colocó fácilmente en el gusto del público. Después vino el sencillo “Uno, dos, tres”, con el que tuvieron gran aceptación. De ahí, lanzan una edición especial de su material llamado “17 bis”, de donde sale el sencillo “Dos palabras” con Paty Cantú. Y por último “Ahí Vienes”.
A mediados de septiembre del 2010, con un retraso de aproximadamente un mes, sale el primer corte de su tercer disco de estudio de la gran Banda mexicana
Multicolor es el nombre de este nuevo material discográfico
Este nuevo álbum fue grabado en el estudio Sonic Ranch en Tornillo, Texas; y la postproducción se realizó en España.
MOTEL contó con la colaboración de Peter Walsh como productor de este nuevo material. Walsh cuenta con una vasta e importante historia en el mundo de la música. Algunos de sus trabajos incluyen la producción de álbumes de Peter Gabriel, Simple Minds, Miguel Bosé y Pulp.
Motel fue el primer invitado para el programa Telehit Live que se llevó a cabo el 28 de abril de 2011 junto a la mayoría de los conductores de Telehit y al lado de sus seguidores más cercanos, interpretaron sencillos de su disco Multicolor y sencillos con los que se dieron a conocer como "Olvídame" "Dime Ven" y ahí fueron nombrados "los padrinos del Telehit Live". El show fue transmitido por primera vez el 11 de agosto de 2011.
A mediados de diciembre del 2011 la formación de la banda tuvo cambios, desintegrándose su bajista (Rubén) y su baterista (Pepe) debido al distanciamiento de estos, asegurando Rodrigo (Voz) y Billy (Guitarra) que ellos continuarían con el proyecto. Rodrigo (voz) redactó lo siguiente en el sitio oficial de Motel:

"Como muchos ya saben el pasado diciembre tomamos la decisión de emprender caminos por separado. Pepe y Rubén seguirán su camino en otra dirección mientras que Billy y yo continuaremos con Motel, proyecto que iniciamos hace más de 10 años. Entiendo perfecto que a muchos de ustedes les duela esta situación, porque créanme que a nosotros también nos ha dolido mucho. Lo único que puedo decir es que todo lo que sucede en esta vida tiene una razón, y una decisión así de compleja jamás se toma a la ligera. La razón tiene que ver única y exclusivamente con el aspecto musical de la banda. Siempre llevaremos en nuestros corazones esta etapa tan especial para Motel, pero ahora nos toca abrir un nuevo ciclo y continuar con el proyecto."

Posteriormente, durante el año 2012, Rubén y Pepe deciden seguir tocando juntos, por lo que deciden comenzar una nueva banda junto al guitarrista y cantante Jorge Correa, conformando así el power-trío conocido como "Simón", banda de rock alternativa con una identidad sonora muy propia de sus integrantes; compuesta de solos de guitarra crudos y directos de la mano de Correa, baterías más pesadas, bajos que lideran las canciones, tanto como canciones cantadas por todos los integrantes. Publicaron un EP de cinco canciones en el año 2012 titulado homonimamente como "Simón EP", de las cuales destacaron temas como "Mata", "No Quiero Recordarte" y "Extraño, esta última cantada por Rubén (bajo) siendo la canción más representativa del power-trío, demostrando así con una introspección los talentos de los integrantes.
En junio de 2012 participó en la canción "Adelante" de los Juegos Olímpicos de Londres 2012 junto a Ha*Ash, Paty Cantú y María León de Playa Limbo.
En 2013 participan como asesores / co-coaches de la cantante Alejandra Guzmán en el reality show musical de Televisa: La Voz... México como nuevo debut en TV.
En junio del 2013, se promocionó el sencillo "Esferas" en coca-cola fm del nuevo disco llamado "Prisma" en el cual Motel integrado por Billy y Rodrigo tuvieron un especial de una semana llamado "Motelmania", El disco sale aproximadamente entre agosto y septiembre del 2013.
En noviembre de 2017, la discográfica independiente sueca Whoa Dad! adquirió los primeros cuatro álbumes de Motel de Warner Music Group.
En noviembre de 2023, la banda lanza el tema cielos transparentes.

## Discografía
- 2006: Motel
- 2007: 17
- 2010: Multicolor
- 2013: Prisma
- 2024: Vida Cíclica

### Otros Álbumes
- 2008: Live Sessions

Referencia de discografía

## Sencillos
| 2006 | "Dime Ven"                            | Motel      | #2  | -   | #6  | #1  | #22 |  |
| 2006 | "Olvidame"                            | Motel      | #6  | -   | #1  | #10 | -   |  |
| 2007 | "Lejos Estamos Mejor"                 | Motel      | #4  | -   | #6  | #1  | -   |  |
| 2007 | "Y Te Vas"                            | 17         | #2  | #34 | #5  | #3  | #9  |  |
| 2008 | "Uno, Dos, Tres"                      | 17         | #10 | -   | #20 | #17 | -   |  |
| 2008 | "Dos Palabras" (con Paty Cantú)       | 17         | #3  | -   | #10 | -   | -   |  |
| 2009 | "Ahí Vienes"                          | 17         | #30 | -   | -   | -   | -   |  |
| 2009 | "Aurora"                              | -          | -   | -   | -   | -   | -   |  |
| 2010 | "Somos Aire"                          | Multicolor | #8  | -   | -   | -   | -   |  |
| 2010 | "Donde Te Perdí"                      | Multicolor | #7  | #2  | -   | -   | -   |  |
| 2011 | "Entre Caminos" (con Bimba Bosé)      | Multicolor |     | #4  | -   | -   | -   |  |
| 2013 | "Esferas"                             | Prisma     | -   | -   | -   | -   | -   |  |
| 2013 | "Sueño de Ti" (con Belinda & Milkman) | Prisma     | -   | -   | -   | -   | -   |  |
| 2014 | "Siempre Tú"                          | Prisma     |     | -   | -   | -   | -   |  |
| 2023 | "Cielos transparentes"                |            |     |     |     |     |     |  |

## Filmografía

### Series
- Skimo (como estrellas invitadas)

### Películas
- Volverte a ver (como estrellas invitadas)
- Oveja negra (película) (interpretando la canción principal)
- A la Mala (película) Todo para Ti (Estrellas invitadas)
- Solo el amor lástima así

### Teatro
- Hoy no me puedo levantar (Participación musical)